# 네세서리 러프니스
네세서리 러프니스(Necessary Roughness)는 USA 네트워크에서 2011년 6월 29일부터 2013년 8월 21일까지 방영한 드라마이다.

## 캐스트
- 캘리 손 - Dr. Danielle Santino
- 마크 블루카스 - Matthew Donnally
- 스콧 코언 - Nico Careles
- 해나 마크스 - Lindsay Santino
- 패트릭 존슨 - Ray Santino Jr.
- 메카드 브룩스 - Terrence King